# Salamandrina perspicillata
Espèce
Synonymes
- Salamandra perspicillata Savi, 1821
- Seiranota condylura Barnes, 1826
- Salamandra savi Cuvier, 1829
- Geotriton savi (Cuvier, 1829)

Statut de conservation UICN

 LC  : Préoccupation mineure
Salamandrina perspicillata, est une espèce d'urodèles de la famille des Salamandridae, appelée salamandrine à lunettes comme l'autre espèce de son genre, Salamandrina terdigitata.

## Répartition
Cette espèce est endémique d'Italie. Elle se rencontre au Nord de Naples dans les Apennins de 50 à 1 500 m d'altitude,.

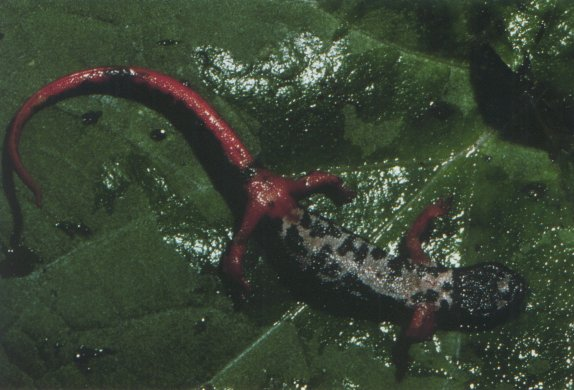

## Publication originale
- Savi, 1821 : Descrizione (inedita) di una nuova specie di Salamandra terresre, Salamandra perspicillata Nob. Biblioteca Italiana, Ossia Giornale di Letteratura, Scienze ed Arti, Milano, vol. 22, p. 228-230 (texte intégral).